# خواكين دورفمان
خواكين دورفمان (بالإنجليزية: Joaquin Dorfman)‏ (1979)؛ روائي أمريكي.